# Nuoto ai campionati mondiali di nuoto 2017 - 200 metri dorso maschili
La gara di nuoto dei 200 metri dorso maschili dei campionati mondiali di nuoto 2017 è stata disputata il 27 luglio e il 28 luglio presso la Duna Aréna di Budapest. Vi hanno preso parte 40 atleti provenienti da 33 nazioni.
La competizione è stata vinta dal nuotatore russo Evgenij Rylov, mentre l'argento e il bronzo sono andati rispettivamente agli statunitensi Ryan Murphy e Jacob Pebley.

## Medaglie
| Posizione | Atleta        | Nazionalità |
| --------- | ------------- | ----------- |
| Oro       | Evgenij Rylov | Russia      |
| Argento   | Ryan Murphy   | Stati Uniti |
| Bronzo    | Jacob Pebley  | Stati Uniti |

## Programma
| Data           | Ora (UTC+2) | Turno      |
| -------------- | ----------- | ---------- |
| 27 luglio 2017 | 9:51        | Batterie   |
| 27 luglio 2017 | 18:57       | Semifinali |
| 28 luglio 2017 | 17:40       | Finale     |

## Record
Prima della manifestazione il record del mondo e il record dei campionati erano i seguenti.
| Record mondiale       | 1'51"92 | Aaron Peirsol Stati Uniti | 31 luglio 2009 Roma, Italia |
| Record dei campionati | 1'51"92 | Aaron Peirsol Stati Uniti | 31 luglio 2009 Roma, Italia |

Nel corso della competizione non sono stati migliorati.

## Risultati

### Batterie
| Posizione | Batteria | Corsia | Atleta                  | Nazionalità   | Tempo   | Note  |
| --------- | -------- | ------ | ----------------------- | ------------- | ------- | ----- |
| 1         | 5        | 4      | Ryan Murphy             | Stati Uniti   | 1'56"11 | Q     |
| 2         | 5        | 2      | Péter Bernek            | Ungheria      | 1'56"53 | Q     |
| 3         | 3        | 7      | Danas Rapšys            | Lituania      | 1'56"67 | Q, RN |
| 4         | 3        | 5      | Kliment Kolesnikov      | Russia        | 1'56"74 | Q     |
| 5         | 5        | 5      | Xu Jiayu                | Cina          | 1'56"92 | Q     |
| 6         | 3        | 3      | Ryōsuke Irie            | Giappone      | 1'57"21 | Q     |
| 7         | 4        | 4      | Evgenij Rylov           | Russia        | 1'57"28 | Q     |
| 8         | 5        | 1      | Ádám Telegdy            | Ungheria      | 1'57"41 | Q     |
| 9         | 5        | 3      | Li Guangyuan            | Cina          | 1'57"66 | Q     |
| 10        | 5        | 6      | Josh Beaver             | Australia     | 1'57"67 | Q     |
| 10        | 4        | 8      | Luke Greenbank          | Gran Bretagna | 1'57"67 | Q     |
| 12        | 4        | 6      | Kōsuke Hagino           | Giappone      | 1'57"97 | Q     |
| 13        | 3        | 4      | Mitch Larkin            | Australia     | 1'58"00 | Q     |
| 14        | 4        | 5      | Jacob Pebley            | Stati Uniti   | 1'58"05 | Q     |
| 15        | 5        | 7      | Leonardo de Deus        | Brasile       | 1'58"33 | Q     |
| 16        | 5        | 8      | Corey Main              | Nuova Zelanda | 1'58"34 | Q     |
| 17        | 3        | 6      | Matteo Restivo          | Italia        | 1'58"37 |       |
| 18        | 4        | 3      | Radosław Kawęcki        | Polonia       | 1'58"41 |       |
| 19        | 3        | 8      | Mikita Tsmyh            | Bielorussia   | 1'58"72 |       |
| 20        | 4        | 7      | Geoffroy Mathieu        | Francia       | 1'58"92 |       |
| 21        | 5        | 0      | Conor Ferguson          | Irlanda       | 1'59"03 |       |
| 22        | 3        | 0      | Martin Binedell         | Sudafrica     | 1'59"15 |       |
| 23        | 4        | 2      | Yakov Yan Toumarkin     | Israele       | 1'59"25 |       |
| 24        | 2        | 5      | Quah Zheng Wen          | Singapore     | 1'59"49 | RN    |
| 25        | 2        | 3      | Vuk Čelić               | Serbia        | 2'00"27 |       |
| 26        | 4        | 1      | Jakub Skierka           | Polonia       | 2'00"44 |       |
| 27        | 4        | 9      | Anton Loncar            | Croazia       | 2'00"46 |       |
| 28        | 5        | 9      | Omar Pinzón             | Colombia      | 2'00"68 |       |
| 29        | 2        | 1      | Nils Liess              | Svizzera      | 2'00"96 |       |
| 30        | 4        | 0      | Roman Dmytrijev         | Rep. Ceca     | 2'01"38 |       |
| 31        | 3        | 9      | Matías López            | Paraguay      | 2'01"84 |       |
| 32        | 3        | 2      | Hugo González           | Spagna        | 2'02"41 |       |
| 33        | 1        | 4      | Gabriel Lópes           | Portogallo    | 2'02"78 |       |
| 34        | 2        | 8      | Adil Kaskabay           | Kazakistan    | 2'03"09 |       |
| 35        | 2        | 2      | Carlos Omaña            | Venezuela     | 2'03"13 |       |
| 36        | 2        | 4      | Daniil Bukin            | Uzbekistan    | 2'03"49 |       |
| 37        | 2        | 6      | Yeziel Morales          | Porto Rico    | 2'05"11 |       |
| 38        | 2        | 7      | Boris Kirillov          | Azerbaigian   | 2'09"22 |       |
| 39        | 1        | 5      | Eisner Barberena        | Nicaragua     | 2'11"92 |       |
| 40        | 1        | 3      | Andrianirina Lalanomena | Madagascar    | 2'21"04 |       |
| -         | 3        | 1      | Apostolos Christou      | Grecia        | -       | DNS   |

### Semifinali
| Posizione | Semifinale | Corsia | Atleta             | Nazionalità   | Tempo   | Note  |
| --------- | ---------- | ------ | ------------------ | ------------- | ------- | ----- |
| 1         | 2          | 3      | Xu Jiayu           | Cina          | 1'54"79 | Q     |
| 2         | 2          | 4      | Ryan Murphy        | Stati Uniti   | 1'54"93 | Q     |
| 3         | 1          | 5      | Kliment Kolesnikov | Russia        | 1'55"15 | Q, MJ |
| 4         | 2          | 6      | Evgenij Rylov      | Russia        | 1'54"96 | Q     |
| 5         | 1          | 1      | Jacob Pebley       | Stati Uniti   | 1'55"20 | Q     |
| 6         | 1          | 3      | Ryōsuke Irie       | Giappone      | 1'55"79 | Q     |
| 7         | 1          | 4      | Péter Bernek       | Ungheria      | 1'55"79 | Q, RN |
| 8         | 2          | 5      | Danas Rapšys       | Lituania      | 1'56"11 | Q, RN |
| 9         | 1          | 6      | Ádám Telegdy       | Ungheria      | 1'56"69 |       |
| 10        | 2          | 2      | Li Guangyuan       | Cina          | 1'57"10 |       |
| 11        | 2          | 8      | Leonardo de Deus   | Brasile       | 1'57"89 |       |
| 12        | 2          | 7      | Josh Beaver        | Australia     | 1'58"10 |       |
| 13        | 1          | 2      | Luke Greenbank     | Gran Bretagna | 1'58"50 |       |
| 14        | 1          | 7      | Kōsuke Hagino      | Giappone      | 1'58"72 |       |
| 15        | 2          | 1      | Mitch Larkin       | Australia     | 1'59"10 |       |
| 16        | 1          | 8      | Corey Main         | Nuova Zelanda | 2'01"00 |       |

### Finale
| Posizione | Corsia | Atleta             | Nazionalità | Tempo   | Note |
| --------- | ------ | ------------------ | ----------- | ------- | ---- |
|           | 3      | Evgenij Rylov      | Russia      | 1'53"61 | EU   |
|           | 5      | Ryan Murphy        | Stati Uniti | 1'54"21 |      |
|           | 2      | Jacob Pebley       | Stati Uniti | 1'55"06 |      |
| 4         | 6      | Kliment Kolesnikov | Russia      | 1'55"14 | MJ   |
| 5         | 4      | Xu Jiayu           | Cina        | 1'55"26 |      |
| 6         | 1      | Péter Bernek       | Ungheria    | 1'55"58 | RN   |
| 7         | 7      | Ryōsuke Irie       | Giappone    | 1'56"35 |      |
| 8         | 8      | Danas Rapšys       | Lituania    | 1'56"96 |      |